# PNOZ (реле защиты)
PNOZ — зарегистрированный товарный знак компании Pilz GmbH & Co KG. Изделие представляет собой защитное реле. В 1987 году компания Pilz разработала первое реле аварийной остановки для защиты людей и оборудования.

## История изделия
На заре развития технических средств управления главным для системы управления была функция, то есть образ процесса. Оборудование и станки предприятий приводились в действие при помощи реле и контакторов. Там, где были установлены отключающие устройства или устройства защиты персонала, исполнительный механизм при необходимости просто отсоединялся от источника энергии. Но со временем стало понятно, что защитная система такого типа может отказать в случае ошибки, и тогда ничто не будет гарантировать защиту. Как следствие, пришлось анализировать варианты надежного обеспечения такого разъединения.
Одним из первых результатов этого анализа стали особые релейные схемы, в частности комбинация из 3 контакторов. Эти объединения устройств в конце концов привели к созданию первого защитного реле — PNOZ. Выдержка из патента EP0482437: С целью приведения каналов (2, 3) в рабочее состояние после отсоединения двухканальное устройство аварийного отключения (1) оснащено первой цепью инициализации (4), произвольно приводимой в действие вручную с помощью клавиши (21). Для автоматического приведения устройства аварийного отключения (1) во включенное состояние даже после возобновления подачи питающего напряжения предусмотрена еще одна цепь инициализации (5), которая служит только для восстановления цепи подачи питающего напряжения.

## Описание изделия
Таким образом, защитные реле представляют собой устройства, обычно обеспечивающие функции безопасности. В случае опасности защитная функция обеспечивает принятие надлежащих мер, направленных на снижение существующего риска до приемлемого уровня. К числу этих защитных функций можно отнести следующие:
- управляемая, а потому безопасная остановка перемещений;
- контроль положения перемещаемых ограждений;
- прерывание закрывающего защищаемую зону перемещения на время доступа в неё человека.

У защитных реле есть особая функция контроля: подключение их к другим защитным реле гарантирует полный контроль над оборудованием предприятия или машиной. Первая система управления, связанная с безопасностью, фактически появилась благодаря желанию гибко соединить функции с помощью программирования, подобно тому, как это делается на программируемом логическом контроллере (ПЛК).

## Устройство и работа
Современные защитные реле отличаются в первую очередь конструкцией:
- классическая технология реле на основе контактов;
- наличие электронного оценочного элемента и беспотенциальных выходных контактов;
- полностью электронные устройства с полупроводниковыми выходами.

Конструкция защитных реле всегда должна быть такой, чтобы при правильном включении в цепь ни неисправность самого устройства, ни внешняя неисправность, вызванная датчиком или исполнительным механизмом, не могла привести к отказу функции защиты.
Типовая конструкция защитного реле первого поколения в релейной схемотехнике выполнена на основе классической компоновки с 3 контакторами. Конструкция с резервированием обеспечивает безотказность функций защиты даже при погрешностях проводки. Два реле (K1, K2) с контактами, управляемыми положительными сигналами, обеспечивают безопасную коммутацию. Каждая из двух входных цепей CH1 и CH2 задействует по одному из двух внутренних реле. Напряжение в цепь подает пусковое реле K3. Между точками соединения Y1 и Y2 имеется еще одна контрольная цепь (контур обратной связи). Соединение служит для проверки и контроля положения одного или нескольких исполнительных механизмов, работу которых можно запустить или прекратить с помощью защитных контактов. Конструкция устройства позволяет выявить любые неисправности во входной цепи, например залипание контактов на кнопке аварийного отключения/аварийной остановки или на одном из контактов защиты на выходном реле. Защитное устройство прекращает переключение устройства в исходное состояние и тем самым останавливает включение реле K1 и K2.

## Внешние гиперссылки
- PNOZ (реле защиты)